# 아산 성내리 비석군
아산 성내리 비석군은 충청남도 아산시 영인면에 있다. 2006년 3월 7일 아산시의 향토문화유산 제7호로 지정되었다.

## 개요
성내리비석군은 원래 성내저수지의 자리에 세워졌던 비석들인데 1958년 저수지를 조성하면서 곳곳에 방치되었다. 이를 마을주민들이 힘을 모아 쇠재마을 입구에 모아 세웠으며, 이 것이 다시 퇴락하자 1976년 비로소 지금의 위치에 정비하였다. 비석은 총 12기이다.

## 같이 보기
- 성내저수지